# Усть-Тамак
Усть-Тамак — деревня в Знаменском районе Омской области. Входит в состав Качуковского сельского поселения.

## История
В 1928 г. состояло из 67 хозяйств, основное население — татары. В составе Качуковского сельсовета Знаменского района Тарского округа Сибирского края.

## Население
| 1868 | 1926 | 2002 | 2010 |
| ---- | ---- | ---- | ---- |
| 105  | ↗380 | ↘167 | ↘163 |